# سالي جونستون ريد
سالي جونستون ريد (بالإنجليزية: Sally Johnston Reid)‏ هي عالمة موسيقى وملحنة أمريكية، ولدت في 30 يناير 1948.

## وصلات خارجية
- الموقع الرسمي